# (34065) 2000 OD52
2000 OD52 (asteroide 34065) é um asteroide da cintura principal. Possui uma excentricidade de 0.13674260 e uma inclinação de 15.28854º.
Este asteroide foi descoberto no dia 31 de julho de 2000 por LINEAR em Socorro.